# تاكاشي ميزوما
تاكاشي ميزوما (باليابانية: 水沼 貴史) (مواليد 28 مايو 1960)، هو لاعب كرة قدم ياباني سابق كان يلعب كلاعب وسط. سبق له أن لعب مع منتخب اليابان.

## وصلات خارجية
- تاكاشي ميزوما على موقع الاتحاد الدولي (مؤرشف)  (الإنجليزية)
- تاكاشي ميزوما على موقع رابطة كرة القدم اليابانية للمحترفين (اليابانية)
- تاكاشي ميزوما على موقع قاعدة بيانات كرة القدم.إي يو (الإنجليزية)
- تاكاشي ميزوما على موقع ناشيونال فوتبول تيمز (الإنجليزية)
- تاكاشي ميزوما على موقع عالم كرة القدم.نت (الإنجليزية)
- National Football Teams
- Japan National Football Team Database